# Таиз (област)
Таиз е една от 19-те области на Йемен. Площта ѝ е 10 000 км², а населението ѝ е 2 968 700 жители (по оценка от 2012 г.). Разделена е на 23 окръга. Разположена е в часова зона UTC+3. Официален език е арабският. Административен център е град Таиз.